# El Silencio (Bocas del Toro)
El Silencio es un corregimiento del distrito de Changuinola en la provincia de Bocas del Toro, República de Panamá. Fue creado por la Ley 39 del 8 de junio de 2015, segregándose del corregimiento de El Empalme.